# Haras de Novotomnikov
Le haras de Novotomnikov est un haras national russe, spécialisé dans l'élevage du Trotteur d'Orlov.

## Histoire
Le haras est fondé en 1859 par le comte Illarion Vorontsov-Dachkov. Au XIXe siècle, il est l'un des meilleurs haras privés, et est spécialisé dans l'élevage du trotteur d'Orlov. Dès 1890, il commence à s'y expérimenter l'élevage d'étalons Pur-sang (Boyar, Voltigeur) et de trotteurs américains. Les croisements Orlov-américains obtenus dans ce haras ont joué un rôle majeur dans le développement de la race du trotteur russe.
Après la révolution de 1917, le haras de Novotomnikov est nationalisé et devient le haras d'État n° 77. Depuis 1920, il se spécialise à nouveau dans l'élevage de trotteurs d'Orlov. C'est l'un des haras d'Orlov les plus réputés à l'époque soviétique. Les chevaux nés dans ce haras ont été récompensés par des médailles d'or à l'Exposition agricole panrusse. Le succès le plus exceptionnel du haras fut la naissance de l'étalon Otboy en 1934, fondateur d'une nouvelle lignée de la race Orlov. Des chevaux de Novotomnikov sont achetés par des haras en Hongrie, en Allemagne, en Chine, en Tchécoslovaquie et en Suède. Dans les années 1940-1960, un type Novotomnikov est créé au haras : grand, élégant, avec un pedigree distinctif. Les étalons qui y sont élevés ont une grande influence sur la race des trotteurs d'Orlov.